# Versailles
Versailles este un oraș în Franța, prefectura departamentului Yvelines și  sediul episcopiei Versailles, în regiunea Île-de-France, situat la sud-vest de Paris.  În anul 2011 avea 86.307 locuitori. Orașul Versailles actual este un oraș construit la dorința regelui Ludovic al XIV-lea odată cu construcția Palatului Versailles, reședința acestuia. Turismul este o activitate importantă, anual peste 3 milioane de turiști vizitând palatul. 

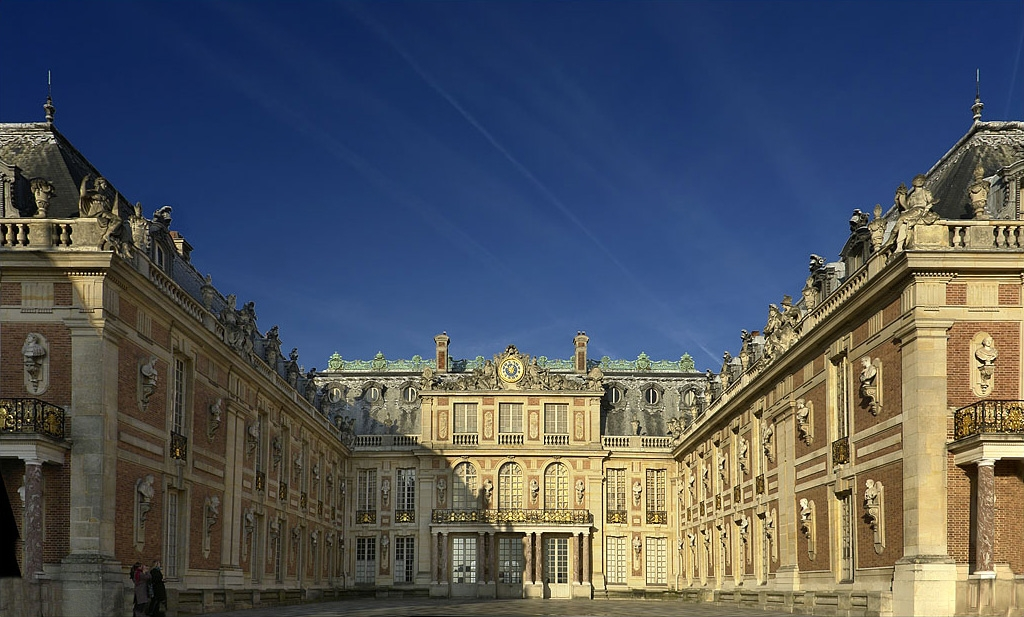
Palatul de la Versailles

Palatul și parcul de la Versailles au fost înscrise în anul 1979 pe lista patrimoniului cultural mondial UNESCO. 

## Personalități născute aici
- Filip al V-lea al Spaniei (1683 - 1746), rege al Spaniei;
- Ludovic al XVI-lea (1754 - 1793), rege al Franței;
- Jean-François Lyotard (1924 - 1998), filozof;
- Gabriel de Broglie (n. 1931), istoric, om de stat.

## Educație
- Institut supérieur international du parfum, de la cosmétique et de l'aromatique alimentaire
- Universitatea Versailles

1. ↑  French National Directory of Representatives, accesat în 15 martie 2019
2. ↑  répertoire géographique des communes, accesat în 26 octombrie 2015
3. ↑   https://it-ch.topographic-map.com/map-sx11b3/Versailles/?center=48.80102%2C2.13032&zoom=19&popup=48.80121%2C2.13033 Lipsește sau este vid: |title= (ajutor)
4. ↑  dataset of postal codes in France, 1 octombrie 2018